# Kostel svatého Petra a Pavla (Babice)
Kostel svatého Petra a Pavla je římskokatolický filiální, dříve farní kostel v Babicích, patřící do farnosti Chlumec nad Cidlinou. Je chráněn jako kulturní památka České republiky.

## Historie
Kostel byl postaven jako orientovaný dle architektonického návrhu Josefa Míči v pseudorománském slohu v letech 1873–1874 na místě staršího dřevěného kostelíka ze 17. století, který měl rovný trámový strop a oblou apsidu.

## Architektura
Stavba má křížový půdorys s 46 metrů vysokou hranolovou věží na jižní straně, která je dominantou okolí.

## Interiér
Vybavení je pseudoslohové, do kostela bylo přeneseno z původního dřevěného kostelíka. Na hlavním oltáři je obraz sv. Václava od Karla Javůrka. Dále je v kostele pozdně gotická Madona a barokní soška Zmrtvýchvstání z první polovina 18. století.

### Varhany
Varhany současného kostela byly postaveny v roce 1876 varhanářem Karlem Schiffnerem. Mají dva manuály a mechanickou zásuvkovou vzdušnici. V roce 1889 byly opraveny třebechovickým varhanářem Josefem Vanickým. Nástroj byl na přelomu 20. a 21. století téměř nefunkční, zprovoznění provedl v roce 2020 Jan Fajfr z Hradce Králové. Dispozice varhan je následující:
| I. manuál C–d3 |               |        |
| 1.             | Bourdun       | 16′    |
| 2.             | Principál     | 8′     |
| 3.             | Fléta         | 8′     |
| 4.             | Gamba         | 8′     |
| 5.             | Oktáva        | 4′     |
| 6.             | Kvinta šumivá | 2 2/3′ |
| 7.             | Progresse     | 2′     |

| II. manuál C–d3 |                    |    |
| 8.              | Kryt               | 8′ |
| 9.              | Salicional         | 8′ |
| 10.             | Principal houslový | 4′ |

| Pedál C–f |          |     |
| 11.       | Subbas   | 16′ |
| 12.       | Oktávbas | 8′  |

Nástroj disponuje manuálovou a pedálovou spojkou.

## Bohoslužby
Bohoslužby se konají o pouti a 24.12.

## Galerie

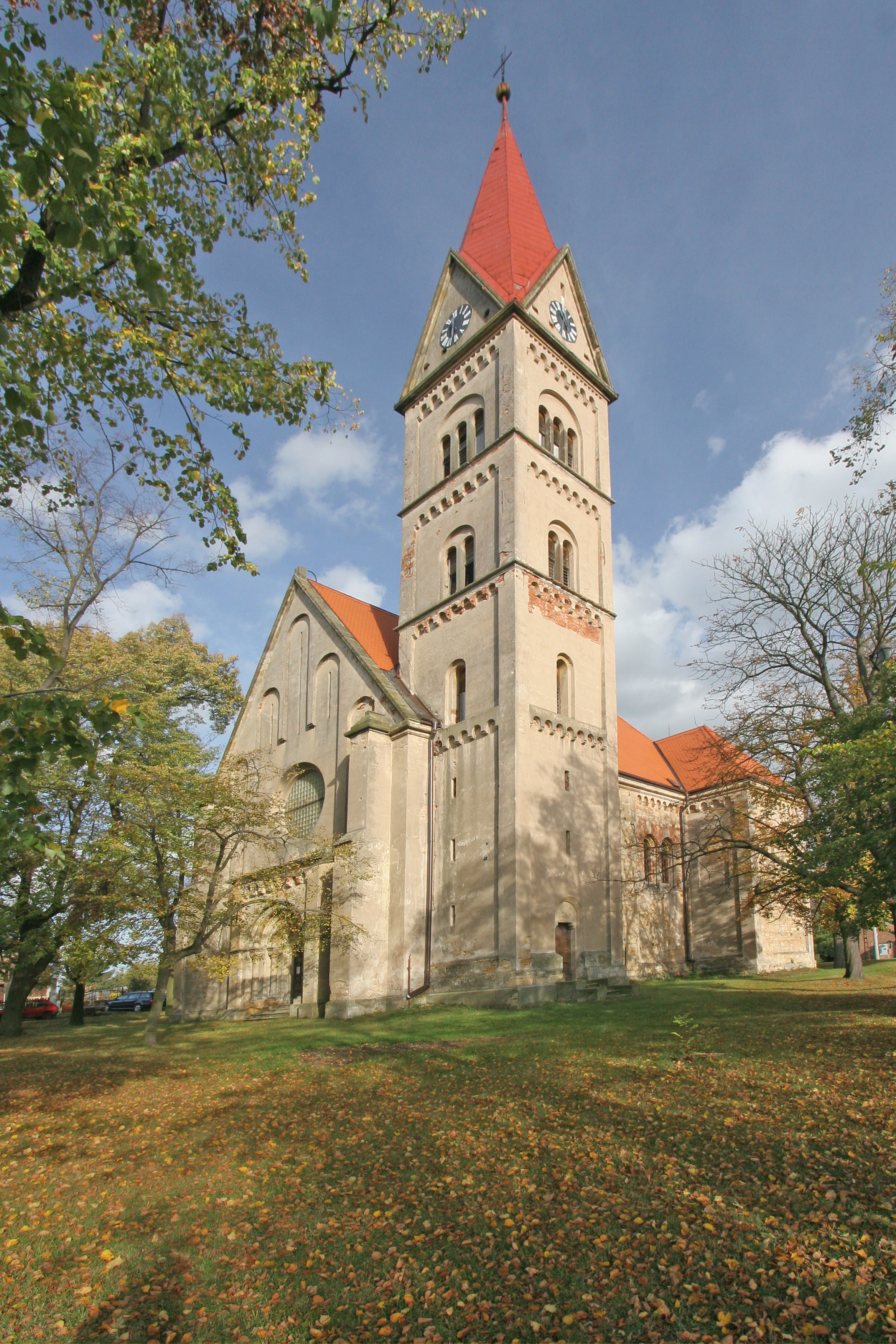
Kostel od jihozápadu
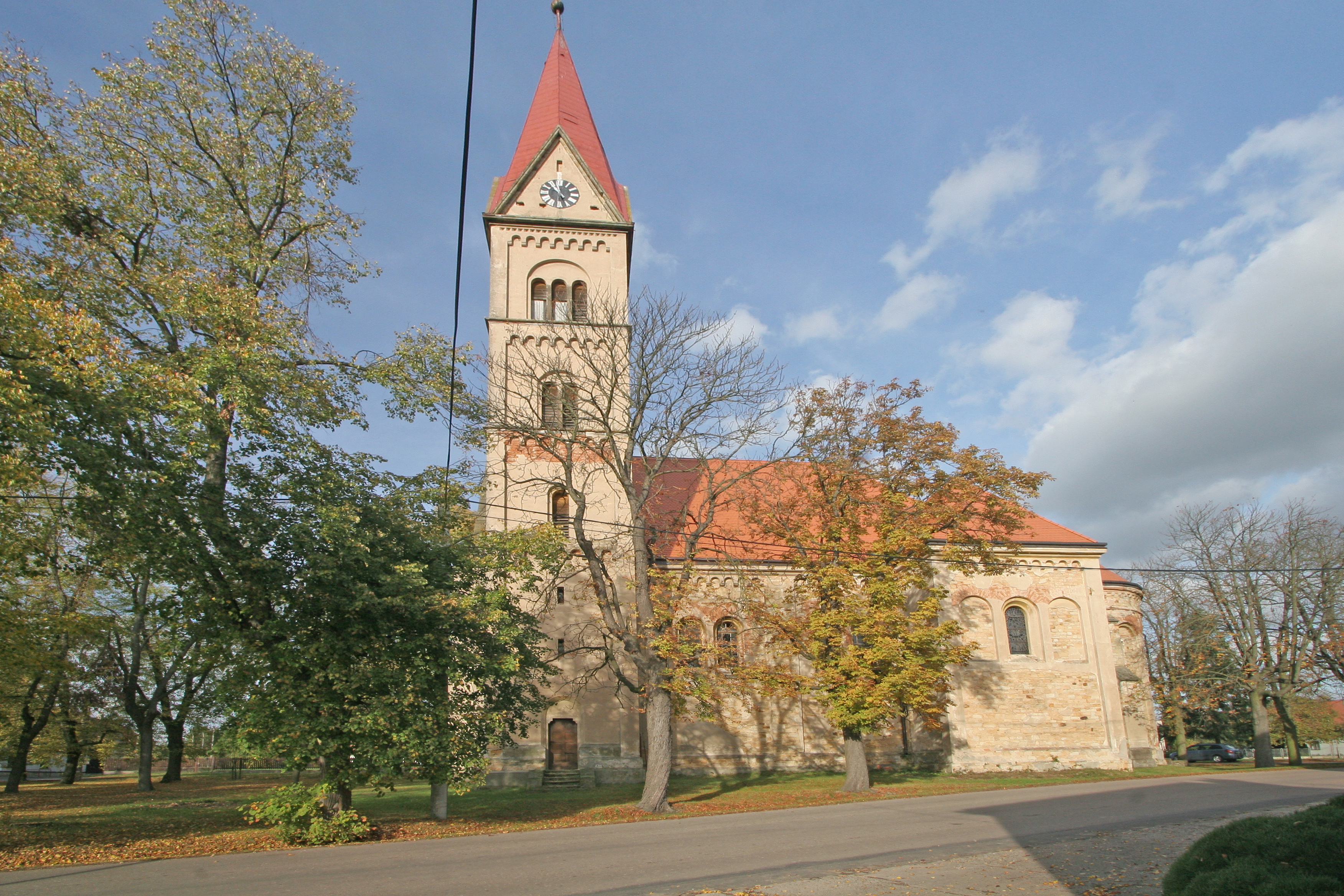
Kostel od jihu
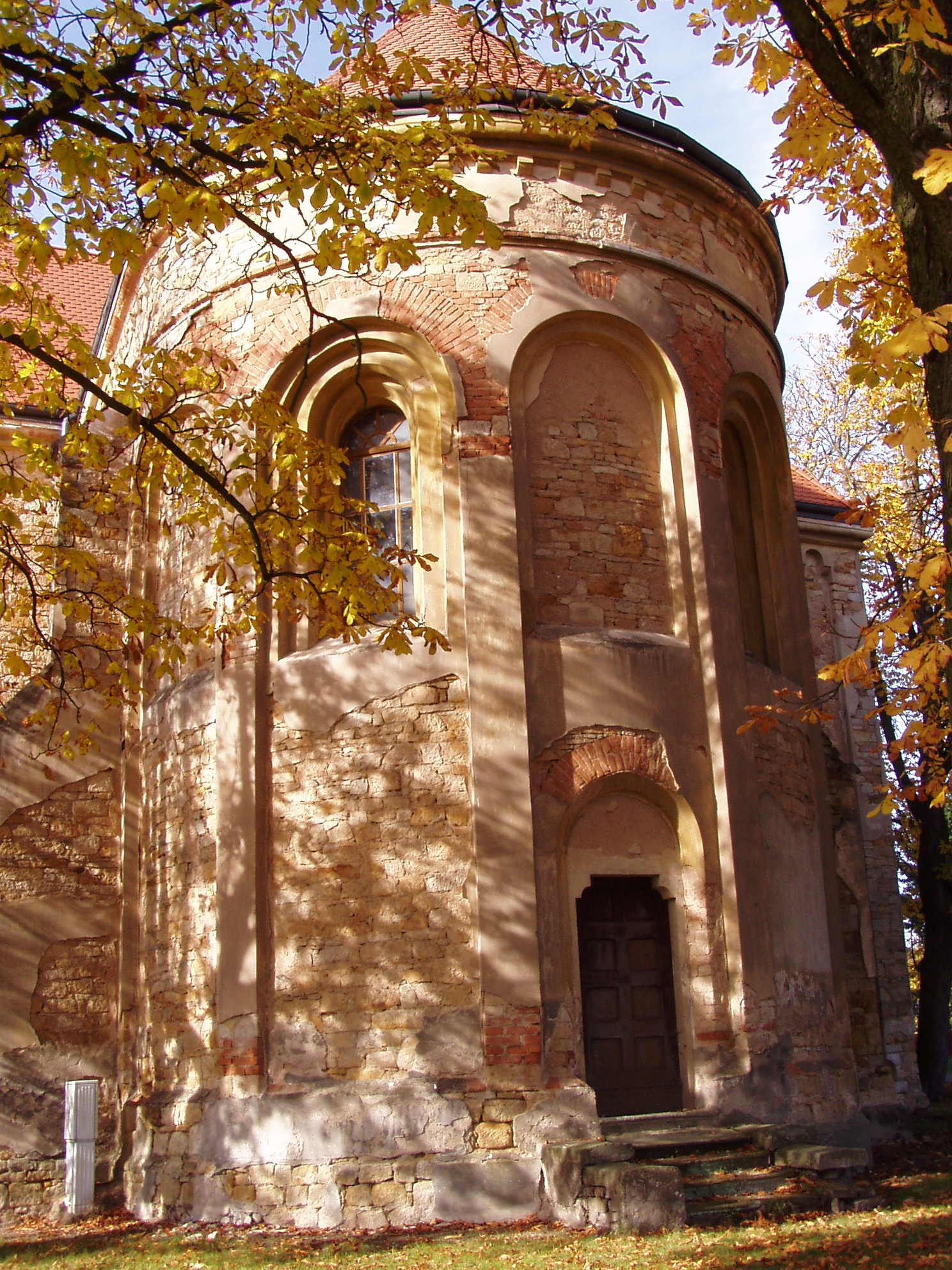
Kostel od západu
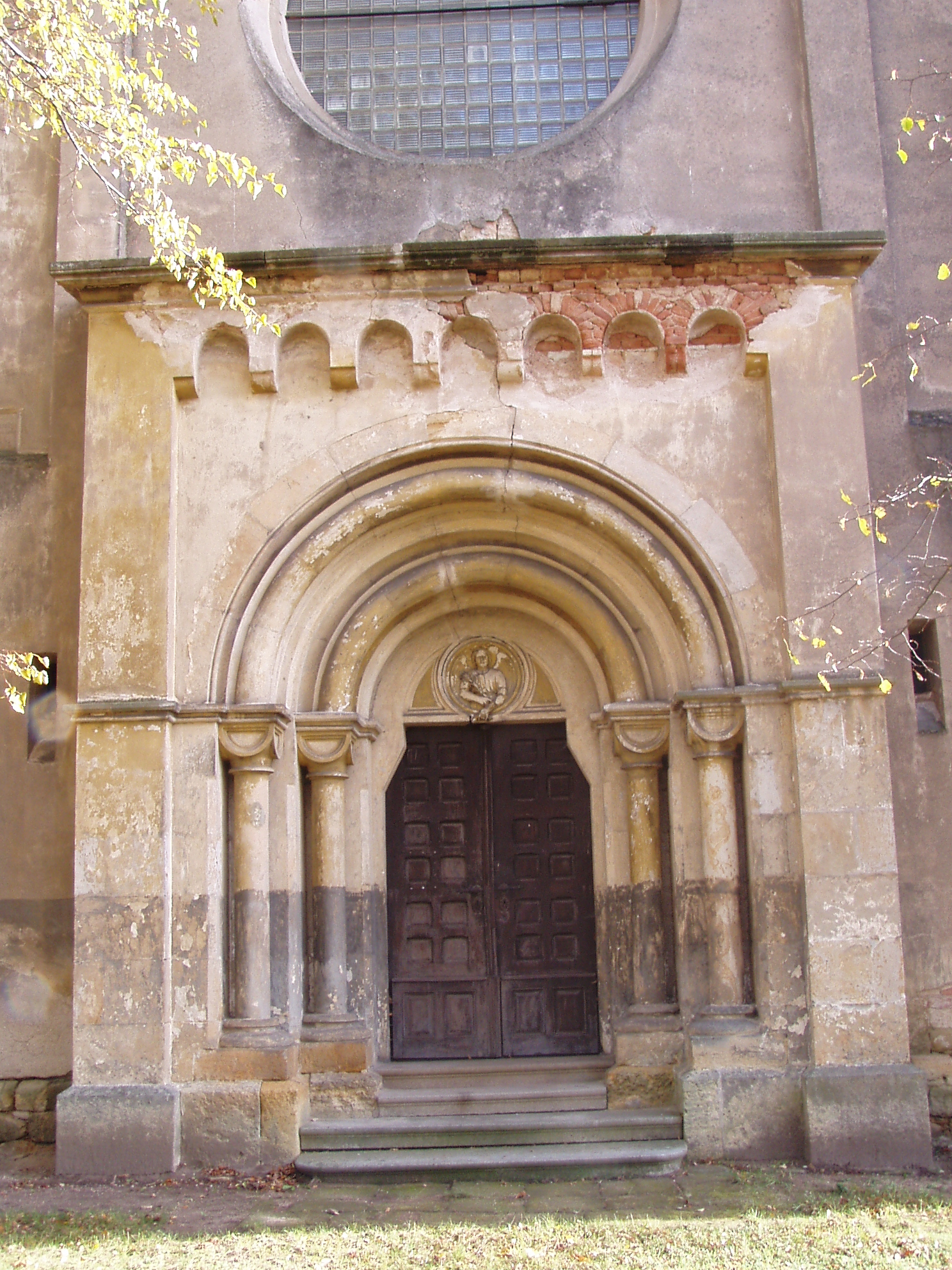
Hlavní vstup